# Batalla del Sabis (57 aC)
|  | No s'ha de confondre amb Batalla del Sabis (54 aC). |

La batalla del Sabis, també coneguda erròniament com a la batalla del Sambre o la batalla contra el Nervians (o Nervis), es va lliurar en el 57 aC a la zona coneguda actualment com a Valònia, entre les legions de la República Romana i una agrupació de les tribus belgues, principalment Nervis. Juli Cèsar, al comandament de les forces romanes, va ser sorprès i gairebé derrotat. Segons l'informe de Cèsar, una defensa apropiada, uns generals qualificats i l'arribada de reforços va permetre als romans capgirar una derrota en una victòria aclaparadora.

## Preludi
Durant l'hivern del 58-57 aC va arribar a oïdes de Cèsar que les tribus belgues volien atacar els romans. Aquests informes li van donar un bon pretext per a la conquesta de la Gàl·lia ell mateix, i per això Cèsar va reclutar dues legions més (la XIII i XIV), i va convèncer a la tribu dels rems per fer-li costat.
En represàlia, les tribus belgues atacaren Bibrax en un intent d'expulsar a César. La unió de tribus incloïa els bel·lòvacs, suessions, nervis, atrèbats, ambians, mòrins, menapis, calets, veliocasses, veromandus, atuàtucs, condruses, eburons, caeroesi i les tribus paemani, sota el comandament de Galba, rei dels suessions.
Cèsar va respondre ràpidament per la defensa de l'oppidum i va atacar a la tribu nervis. En vista d'aquesta ràpida resposta per part de Cèsar i de la mala coordinació dins de la confederació de tribus, la unió es va ensorrar i els exèrcits tribals es van retirar a les seves terres, on van ser confrontats per separat i es van rendir progressivament als romans. No obstant això les tribus dels nervis, els atrebats, els atuàtucs, i els veromandus es van negar a rendir-se i Cesar va dirigir-se al nord a l'encontre dels gals.

## Batalla

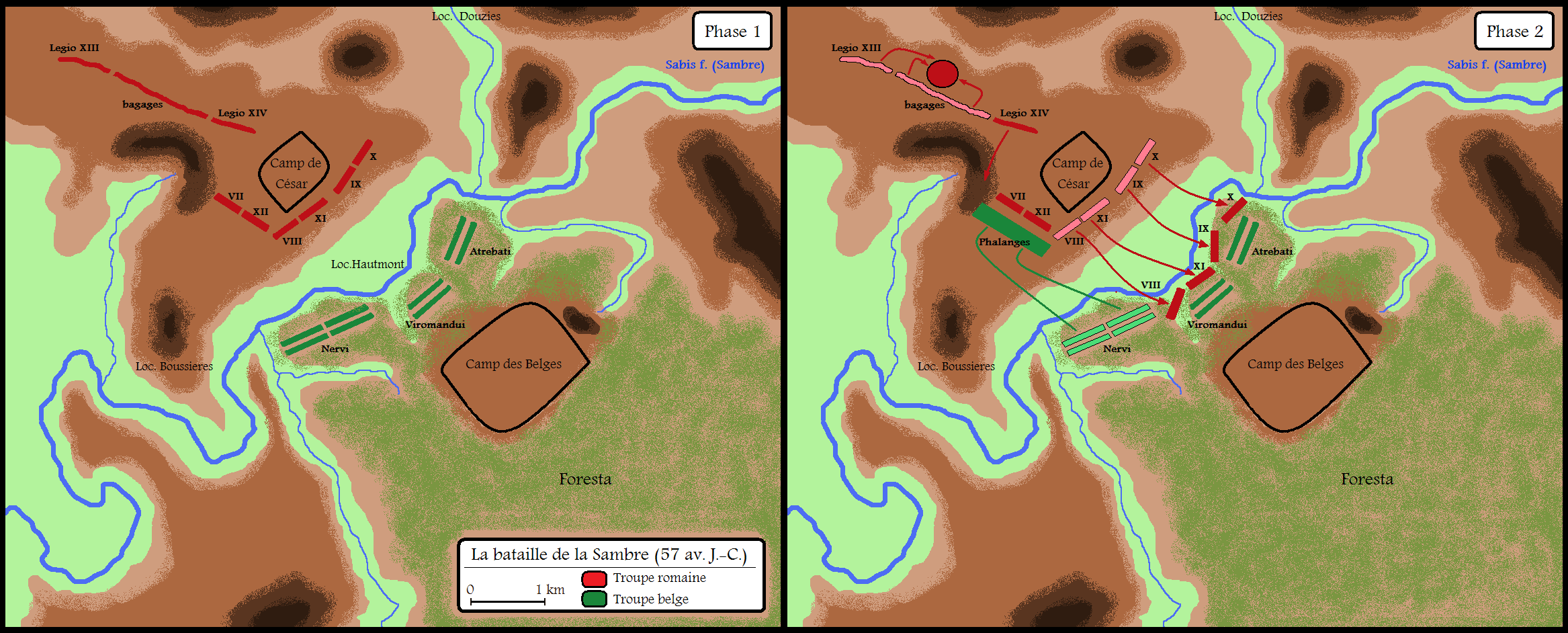
Desenvolupament de la batalla

Amb dues legions encara en camí, les sis legions reunides van acampar i atrinxerar en un turó prop del riu Sambre, quan els gals van creuar boscos i aiguamolls, i finalment el riu. Els
nervis a l'esquerra, els veromandus al centre i els atrebats a la dreta.
Els romans fan prendre les armes i van formar una línia improvisada amb la Legió IX Hispana i la Legió X Equestris a la dreta, la Legió VIII Augusta i Legió XI Claudia en el centre i la Legió VII Claudia i la Legió XII Fulminata a l'esquerra.
El centre romà va aguantar i l'esquerra va aconseguir trencar els atrebats, que van fugir creuant el riu perseguit pels legionaris que capturaren el campament enemic, mentre els nervis van trencar el flanc romà causant moltes baixes entre els oficials i arribant fins al tren de subministrament, fins que el mateix Juli Cèsar va agafar el comandament de la desesperada situació de la Legió XII Fulminata i la Legio VII Clàudia, mentre la Legió IX Hispana i la Legió X Equestris creuaren de nou el riu i atacaren als nervis des del darrere, atrapant-los.

## Conseqüències
Després de la batalla, Juli Cèsar va decidir marxar contra atuàtucs que s'havien reunit en una fortalesa, probablement Namur, que fou assetjada (setge de Namur) i finalment caigué. Després d'aquestes operacions, tota la Gàl·lia Belga estava sota el control de Roma.